# Prowincja Daniel Alcídes Carrión
Prowincja Daniel Alcídes Carrión – jedna z trzech prowincji w regionie Pasco w Peru, będąca najmniejszą pod względem wielkości powierzchni w tej jednostce administracyjnej. Nazwa prowincji pochodzi od medyka peruwiańskiego Daniel Alcides Carrión, który nie przeżył swojego eksperymentu. Podobna nazwę ma uczelnia w Pasco - Universidad Nacional Daniel Alcides Carrión. W rocznicę śmierci Carrióna ustanowiono Dzień Peruwiańskiej Medycyny.

## Podział administracyjny
Prowincja Daniel Alcídes Carrión dzieli się na 8 dystryktów:
- Yanahuanca
- Chacayán
- Goyllarisquizga
- Paucar
- San Pedro de Pillao
- Santa Ana de Tusi
- Tapuc
- Vilcabamba